# Гондорф
Гондорф (нім. Hohndorf) — громада в Німеччині, розташована в землі Саксонія. Входить до складу району Рудні Гори.
Площа — 5,26 км2. Населення становить 3461 ос. (станом на 31 грудня 2020).